# Double Trouble (album)
Double Trouble er et album fra juni 1967 med Elvis Presley, udgivet af RCA med nummeret RCA LSP-LPM 3787. (LSP og LPM er RCA's betegnelse for hhv. stereo- eller monoplade, efterfulgt af et løbenummer, som her 3787).
Albummet, i form af en LP, kom på gaden et par måneder senere end Presley-filmen Double Trouble, som havde premiere i april 1967.

## Personerne bag albummet
Folkene bag LP'en er:
- Elvis Presley, sang
- Scotty Moore, guitar
- Grady Martin, guitar
- Jerry Kennedy, guitar
- Harold Bradley, guitar
- Chip Young, guitar
- Tiny Timbrell, guitar
- Mike Deasy, guitar
- Pete Drake, steel guitar
- Floyd Cramer, klaver
- Bob Moore, bas
- Jerry Scheff, bas
- D.J. Fontana, trommer
- Murrey "Buddy" Harman, trommer
- Toxey Sewell, trommer
- Richard Noel, trombone
- Homer "Boots" Randolph, saxofon
- Michael Henderson, saxofon
- Butch Parker, saxofon
- The Jordanaires, kor
- Millie Kirkham, kor
- Joe Babcock, kor

## Sangene
De første ni sange på albummet blev indspillet hos Radio Recorders i Hollywood, Californien, i slutningen af juni 1966 og blev alle anvendt i filmen. De resterende tre sange blev indspillet i maj 1963 hos RCA, Studio B, i Nashville, Tennessee, men blev først udsendt på dette album som 'bonussange'.
LP'ens bestod af følgende 12 sange:

### Side 1
- "Double Trouble" (Doc Pomus, Mort Shuman)
- "Baby If You'll Give Me All Of Your Love" (Joe Byers)
- "Could I Fall In Love" (Randy Starr)
- "Long Legged Girl (With The Short Dress On)" (Leslie McFarland, Walter Scott)
- "City By Night" (Bill Giant, Bernie Baum, Florence Kaye)
- "Old MacDonald Had A Farm" (Randy Starr)

### Side 2
- "I Love Only One Girl" (Sid Tepper, Roy C. Bennett)
- "There Is So Much World To See" (Randy Starr)
- "It Won't Be Long" (Ben Weisman, Sid Wayne)
- "Never Ending" (Florence Kaye, Philip Springer) ('bonussang') – senere udgivet på albummet The Lost Album fra 1990
- "Blue River" (Fred Tobias, Paul Evans) ('bonussang') – senere udgivet på albummet The Lost Album fra 1990
- "What Now, What Next, Where To" (Don Robertson, Hal Blair) ('bonussang') – senere udgivet på albummet The Lost Album fra 1990

"Old MacDonald Had A Farm" baserer sig på den gamle – og kendte – børnesang, som på dansk hedder "Jens Hansen har en bondegård".
"I Love Only One Girl" er baseret på den gamle franske folkemelodi "Aupres De Ma Blonde".